# Lloyd Evans
Lloyd Evans, född 31 juli 1915, död 29 juli 2002, var en friidrottare från Kanada. Han deltog vid olympiska sommarspelen 1948.